# Évêché titulaire de Basilinopolis
Basilinopolis était une ville disparue de Bithynie en Asie mineure, dans l'actuelle Turquie. Initialement un village, elle devint une ville sous Julien qui la nomma en l'honneur de sa mère Basilina décédée vers 322. Bien que son emplacement précis soit inconnu, elle était située entre Kios et le Lac de Nicée, près du village actuel de Çeltikçi (Pazarköy), à l’ouest du lac, sur la route de Brousse.
D'importance secondaire, elle fut cependant l’objet d’un conflit entre les métropoles de Nicomédie et Nicée au cours du concile de Chalcédoine, en 451, et devint suffragante de Nicomedie
D'après Michel Le Quien, les évêques connus sont : Alexandre consacré par saint Jean Chrysostome vers l’an 400, Gerontius (451), Cyriacus (518), Sisinnius (680), Georgius (787), et Anthimus en 878.
Son nom est utilisé comme siège titulaire d'évêque, maintenant vacant, dont les titulaires catholiques ont été:
- Luo Wenzao (en), du 4 janvier 1674 au 10 avril 1690 à sa nomination comme évêque de Nankin
- Edme Bélot, du 20 octobre 1696 à son décès le 2 janvier 1717
- Carl Friedrich von Wendt (de), du 25 juin 1784 à son décès le 21 janvier 1825
- John Joseph Hughes (en), du 8 août 1837 au 20 décembre 1842 à sa nomination comme évêque de New York
- Joseph Baudichon, du 14 août 1844 à son décès le 11 juin 1882
- François-Eugène Lions (zh), du 22 décembre 1871 à son décès le 24 avril 1893
- Karl Ernst Schrod du 17 avril 1894 à son décès le 10 avril 1914
- Pedro Pablo Drinot y Piérola (es), du 21 octobre 1920 à son décès le 11 septembre 1935
- Alexandre Poncet, du 11 novembre 1935 à son décès le 18 septembre 1973

La ville est encore mentionnée dans un acte de Manuel Comnène en 1170, mais ne figure pas dans les Notitiae Episcopatuum du XVe siècle ce qui indique sa probable destruction par l'Empire ottoman.